# Julfritt
Julfritt (originaltitel "Christmas with the Kranks") är en amerikansk komedifilm från 2004, i regi av Joe Roth. Filmen är efter ett manus av Chris Columbus, baserat på John Grishams kortroman Julfritt.

## Handling
I både boken och filmen skildras det hur det går för ett vanligt helyllepar att skippa julen när förväntningar och påtryck knackar på dörren. Paret Krank har fått nog av julfirandet och vägrar julpynta eftersom deras dotter, Blair, har åkt till Peru för att arbeta som fredskårist. Kranks vill istället använda den årliga julklappsbudgeten till att åka på en kryssning till Karibien. Men när Blair på julafton oväntat återvänder hem tillsammans med sin nya fästman, blir det ändrade planer.

## Produktion
Julfritt regisserades av Joe Roth. Chris Columbus har skrivit filmens manus, som är baserat på kortromanen Julfritt ("Skipping Christmas") av John Grisham. Historien har beskrivits som en humoristisk beskrivning av julen som fenomen.

## Rollista (i urval)
- Tim Allen - Luther Krank
- Jamie Lee Curtis - Nora Krank
- Julie Gonzalo - Blair Krank
- Dan Aykroyd - Vic Frohmeyer
- M. Emmet Walsh - Walt Scheel
- Erik Per Sullivan - Spike Frohmeyer
- Cheech Marin - Salino
- Jake Busey - Treen